# Черновська
Черновська (рос. Черновська) — станція Читинського регіону Забайкальської залізниці Росії, розташована на дільниці Заудинський — Каримська між станціями Домна (відстань — 10 км) і Кадала (11 км). Відстань до ст. Заудинський — 524 км, до ст. Каримська — 121 км.